# Terryland Park
Eamonn Deacy Park (Páirc Thír Oileáin), più comunemente Terryland Park, è uno stadio irlandese situato a Galway. È lo stadio casalingo della squadra di calcio del Galway United Football Club dal 1977 ed è di proprietà della Galway & District Football League.

## Storia
Lo stadio ha ospitato cinque partite della Nazionale di calcio dell'Irlanda Under-21 oltre che svariati incontri internazionali delle categorie minori della nazionale. Oltre alle partite del Galway United e delle rappresentative locali giovanili, nella stagione 2009-2010 vi ha giocato anche il Mervue United, vista l'inadeguatezza del proprio impianto. Il terreno di gioco è uno dei migliori dell'intera isola.

### Ristrutturazione
Nel 1993 l'impianto subì la sua prima ristrutturazione, che obbligò il Galway a trasferirsi al Galway Sportsgrounds. Nel 2007 vennero investiti 500 000 euro per la costruzione di una tribuna di 1 500 posti a sedere, che ha incrementato la capienza a 5 000 posti. Il resto del denaro sarà investito nell'installazione dei tornelli, nella realizzazione di nuovi servizi igienici, docce, spogliatoi sia per giocatori che per arbitri, di una cucina per giornalisti oltre che di servizi per la stampa.
Nel luglio 2007 è stata costruita una nuova piattaforma per riprese televisive, sono anche stati sostituiti i vecchi seggiolini ed è stato installato un nuovo impianto di illuminazione artificiale.